# Laurent Fiocconi
Laurent Fiocconi (né le 31 mars 1941 à Perpignan et mort le 23 mars 2023 à Gardanne), surnommé « Charlot », « Lolo » ou encore « El Mago », est un trafiquant de drogue français.
Impliqué dans la French Connection dans les années 1960, en duo avec Jean-Claude Kella et plus tard dans différents réseaux colombiens, plusieurs fois incarcéré et plusieurs fois évadé, lors de sa dernière libération, en 2000, il se retire à Pietralba en Corse.

## Biographie

### Jeunesse
Sa mère peu aimante le confie à une nourrice et finit par l'oublier. Le père immergé dans le milieu, résistant, retrouve l'enfant mais meurt en déportation en 1944.
Fiocconi est le neveu de Jean-Thomas Giudicelli, un parrain corse connu dans le milieu sous le nom de "U Caputu". Lui et ses frères, voyous et proxénètes, vont récupérer l'enfant à Paris dans le quartier de Pigalle et l'éduquer. À Pigalle, le petit est comme un poisson dans l'eau : dans les bars on lui ébouriffe les cheveux en lui donnant de l'argent de poche. La grand-mère prend le relai. À cette époque commencent les premiers délits, premiers braquages et premières femmes sur le trottoir. Et dans sa suite logique, la trafic de drogue devient évident. Comme il le dit lui-même : « Pour un braquage, on prenait huit ans, pour la drogue cinq ans. Le choix a été vite fait ». À la mort de Giudicelli en 1960, Fiocconi hérite de ses bars. Puis il rencontre Jean-Claude Kella vers 1965, les deux hommes deviennent inséparables. Braqueurs puis passeurs.

### French Connection: contact avec Francis le Belge
En 1968, le duo fait la rencontre du caïd marseillais Francis le Belge et ils s'associent. Le Belge a de l'argent à investir dans l'héroïne. Kella et Fiocconi ont le meilleur contact américain pour faire du trafic à grande échelle : Louis Cirillo, capo de la famille Genovese, famille mafieuse italo-américaine. À cette époque, il est le plus gros acheteur d'héroïne. Cirillo propose de transporter la drogue à travers un bateau vers les États-Unis. C'est le point de départ de l'affaire du "Caprice des Temps".
Mais avant de se lancer dans cette filière, ils doivent réunir la somme nécessaire pour pouvoir acheter en grosse quantité. Avec la bande du Belge, ils se rendent régulièrement en Espagne pour le gros trafic. Fatalement, le groupe est arrêté en 1969 à Gérone pour trafic de stupéfiants. Le duo travaille aussi avec un Marseillais de Paris Jo Signoli, qui les a contactés en 1969. La majorité des envois de drogue sont destinés à Louis Cirillo. Grâce aux sommes amassées, les inséparables Kella et Fioconni « claquent » leur argent. À Paris ou Marseille, ils roulent en Ferrari et Maserati et flambent en boite de nuit. En parallèle, ils préparent l'affaire du Caprice des Temps.

### L'affaire du thonier deCaprice des Temps
Le bateau Caprice des Temps, un thonier de vingt mètres a été offert à Marcel Boucan par un lointain oncle de Fiocconi, Alexandre Orsatelli. Ce dernier recherche un capitaine pour transporter des cargaisons de drogue à travers l'Atlantique. Mais en avril 1969, Kella et Fiocconi sont arrêtés aux États-Unis. Le duo, dénoncé par des passeurs, s'y trouvait pour superviser un petit arrivage. Leur caution est fixée à 200 000 $ et elle est immédiatement payée par, semble-t-il, Orsatelli et par un autre oncle de Fiocconi, Dominique Giudicelli, qui est l'un des principaux organisateurs de la filière du Caprice des Temps. Fiocconi et Kella quittent les États-Unis pour rejoindre le Canada et ils regagnent la France sous de fausses identités. Une habitude qu'ils garderont désormais pour ne pas attirer l'attention des autorités.
En avril 1970, le premier voyage du Caprice des Temps a lieu. En plus de Fiocconi et Kella, Francis le Belge, Dominique Giudicelli, Alexandre Orsatelli et Jo Signoli y auraient pris part de manière importante. Durant ce voyage, le Caprice des Temps quitte les Sables-d'Olonne avec à son bord, caché dans une coque spécialement aménagée, une centaine de kilos d'héroïne. Le bateau piloté par Marcel Boucan, atteint les Canaries puis Pointe-à-Pitre, et enfin les côtes de Floride. Sur place, le bateau est amené sur un chantier de construction navale. Là, Fiocconi et Kella livrent la babania aux acheteurs américains. La marchandise est ensuite transportée dans des voitures bourrées de poudre par des passeurs français.
Leur premier million, Fiocconi, à 28 ans et Kella le fêtent en 1970 en Italie, en compagnie d'autres voyous. Fiocconi achète un hôtel derrière les Champs-Élysées. Le premier voyage du Caprice des Temps a rapporté huit millions $

### Fin de l'affaire duCaprice des Tempset incarcération
En août 1970, les deux compères sont arrêtés à Gênes en Italie et extradés vers les États-Unis en octobre 1971 pour deux autres affaires d'importation d'héroïne. La police américaine les soupçonne d'avoir importé huit tonnes d'héroïne. Leurs cautions sont fixées à 250 000 $ et sont payées, le 3 novembre 1971. Mais seulement une semaine après leur libération, ils sont à nouveau interpellés, pour une autre affaire, l'affaire Labay. L'affaire Labay du nom de cet homme d'affaires interpellé avec plus de 106 kilos d'héroïne. Entretemps, au printemps 1971, le Caprice des Temps fait une seconde traversée. Kella et Fiocconi à l'ombre, ce sont Alexandre Orsatelli et son ami Ange Santoni qui attendent la marchandise. C'est à cette époque qu'il s'évade du pénitencier de New-York en façonnant sept clés avec de la mie de pain grâce à son CAP de ferronnerie.
En février 1972, le Caprice des Temps quitte Villefranche pour un troisième voyage vers la Floride. Mais le bateau est stoppé par les douaniers, qui le fouillent. 425 kilos de "babania" y sont découverts. Il s'agit de la plus grosse saisie d'héroïne qui ait jamais lieu en Méditerranée. Le 19 mai 1972, Laurent Fiocconi et Jean-Claude Kella sont respectivement condamnés à trente et vingt ans de prison. Leur caution, fixée à 700 000 $, n'est cette fois-ci pas payée car la filière n'existe plus. Louis Cirillo est quant à lui condamné à vingt-cinq ans. En plus de nombreux passeurs, Francis le Belge et Dominique Giudicelli sont eux aussi condamnés, en 1977, à dix-sept et quatorze ans d'emprisonnement.

### Évasion et jungle colombienne
En 1972, Laurent Fiocconi s'évade du pénitencier d'Atlanta avec l'aide de complices armés de bazooka. Il est condamné à 25 ans de prison par contumace Il s'enfuit alors en Colombie. Sur place, il se fait adopter par un Colombien contre une somme d'argent, il rencontre sa femme, Bedoya. En cavale, il change de maison et d'identité tous les trois mois. Lorsque son premier enfant nait, sa femme le connait sous le nom de Thomas Guillerme. En 1977, l'État colombien le déclare citoyen colombien.
En Colombie, il est arrêté pour trafic de cocaïne. Sa femme découvre sa véritable identité. En souvenir, leur deuxième enfant s'appelle Thomas. Elle soudoie le directeur de la prison avec 15 000 $ mais ce dernier refuse de le faire sortir. Alors Fiocconi s'enfuit de la prison de La Picota à Bogota dans une boite en carton et par les toits.
Il s'enfuit dans la jungle avec toute sa famille. Les Indiens n'étaient pas très doués pour la chimie, ils avaient un mauvais rendement dans l'extraction de la cocaïne. Fiocconi est arrivé à extraire 25 grammes de cocaïne là où les Indiens en extrayaient sept ou huit grammes. Pour cela, il est surnommé "El Mago" (le magicien)
Fiocconi travaille pour Hector Roldan, un narco-trafiquant qui était officiellement importateur de BMW à Cali. Roldan travaillait, lui, pour Pablo Escobar. Ce dernier voulait se lancer dans l'héroïne et pour cela il fit appel au talent de chimiste de Fiocconi. 
Il est de nouveau arrêté et passe seize ans en prison.
En 1988, il est arrêté en Brésil et est condamné à 12 ans de prison. Sa femme colombienne est condamnée à 9 ans.

### Retour en France
En 2000, Laurent Fiocconi est relâché et revient en France en Corse. Il décide de prendre sa retraite. Malgré cela, en 2003, il est arrêté pour association de malfaiteurs. Fiocconi a passé 24 mois en prison pour avoir téléphoné à un ami qui faisait du trafic de cigarettes. Au bout du compte, il a été blanchi et a perçu 35 000 euros d'indemnités
En 2012, le 23 novembre, Laurent Fiocconi a été arrêté pour trafic de stups en Espagne. Lors du contrôle d'un véhicule immatriculé en Corse sur une autoroute espagnole proche de la frontière française du Perthus, les douaniers ibériques ont découvert plus de 300 kg de savon, suspect de contenir de la cocaïne sous forme diluée. En définitive et après différentes analyses, rien n'a été trouvé.
En 2015, impliqué dans la médiatique affaire dite "papy connection", un trafic de cocaïne entre l'Amérique du Sud et l'Europe, il est condamné à une peine de 6 ans d'emprisonnement et 50 000€ d'amende par le tribunal correctionnel de Marseille le 6 novembre 2015.

### Mort
Laurent Fiocconi meurt le 23 mars 2023 à Gardanne à l'âge de 81 ans. 

## Publication
- Le Colombien : des parrains corses aux cartels de la coke, avec la collaboration de Jérôme Pierrat, Éditions du Toucan / la Manufacture de livres, 2009.